# Bertangles
Bertangles (picardisch: Bèrtangue) ist eine nordfranzösische Gemeinde mit 797 Einwohnern (Stand 1. Januar 2022) im Département Somme in der Region Hauts-de-France. Die Gemeinde gehört zum Arrondissement Amiens und ist Mitglied des Gemeindeverbands Amiens Métropole. Die Bewohner werden Bertanglois und Bertangloises genannt.

## Geographie
Bertangles liegt in der Picardie an der Départementsstraße D97 rund zehn Kilometer nördlich von Amiens und erstreckt sich von der Route nationale 25 im Osten bis zur Départementsstraße D933 im Westen. Auch die nicht mehr bediente Bahnstrecke von Amiens nach Doullens verläuft durch die Gemeinde. Am Südrand des Bois de Bertangles liegt das Schloss.
Umgeben wird Bertangles von den sechs Nachbargemeinden:
| Flesselles       | Montonvillers                               | Villers-Bocage |
| Vaux-en-Amiénois | Kompassrose, die auf Nachbargemeinden zeigt |                |
| Argœuves         |                                             | Poulainville   |

## Geschichte
Das 1103 erstmals genannte Bertangles stand unter der Herrschaft der Herren von Bertangles und später der Familie de Glisy. Die Herrschaft Bertangles gelangte durch die Heirat von Gabrielle de Glisy mit Jacques de Clermont-Tonnerre, Graf von Thoury, im Jahr 1611 an die Familie Clermont-Tonnerre, die das Schloss bis heute besitzt. Ein Festes Haus aus dem Mittelalter wurde zu Beginn des 16. Jahrhunderts wieder aufgebaut und nach einem Brand durch die Spanier im Jahr 1597 erneut. Davon ist heute nur noch das Renaissancetor aus dem Jahr 1625 erhalten, das zum Gutshof führt. Das heutige Barockschloss wurde von 1730 bis 1734 von Germain Boffrand für Graf Louis-Joseph de Clermont-Tonnerre erbaut. Das prächtige Rokokotor, welches die Zufahrt absperrt, stammt ursprünglich vom Château d'Heilly. 1918 schlug der australische General John Monash hier sein Hauptquartier auf. 1930 brannte das Schloss teilweise aus und wurde wieder hergestellt.

## Einwohner
| 1962 | 1968 | 1975 | 1982 | 1990 | 1999 | 2006 | 2013 | 2020 |
| ---- | ---- | ---- | ---- | ---- | ---- | ---- | ---- | ---- |
| 284  | 287  | 387  | 646  | 700  | 654  | 610  | 582  | 747  |

## Verwaltung
Bürgermeister (maire) ist seit 1977 Joseph Debart.

## Sehenswürdigkeiten
- Kirche Saint-Vincent aus dem 17. Jahrhundert, 2001 als Monument historique eingeschrieben (Base Mérimée PA80000028)
- Von 1730 und 1734 unter den Grafen von Clermont-Tonnerre errichtetes, 1930 durch einen Brand beschädigtes Schloss mit einem schmiedeeisernen Gitter von Jean Veyren und einem Taubenschlag (1982 und 2006 in Teilen als Monument historique klassifiziert, 1982 und 2006 in restlichen Teilen eingeschrieben, Base Mérimée PA00116097)
  - Tor zum ehemaligen mittelalterlichen Schloss
  - Ehemaliges Herrenhaus aus dem 17. Jahrhundert, Umwandlung in den Gutshof des Schlosses im 18. Jahrhundert

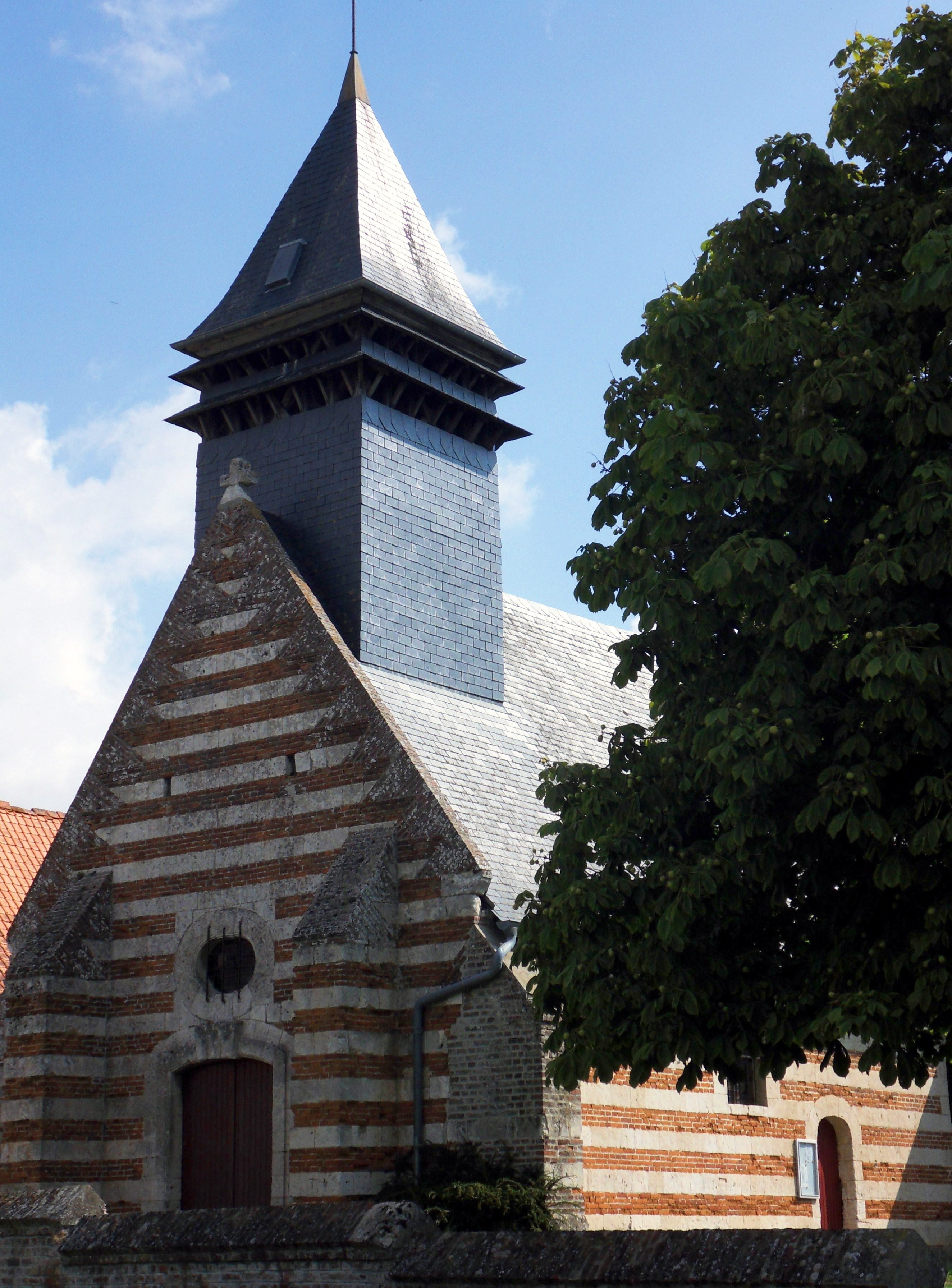
Kirche Saint-Vincent
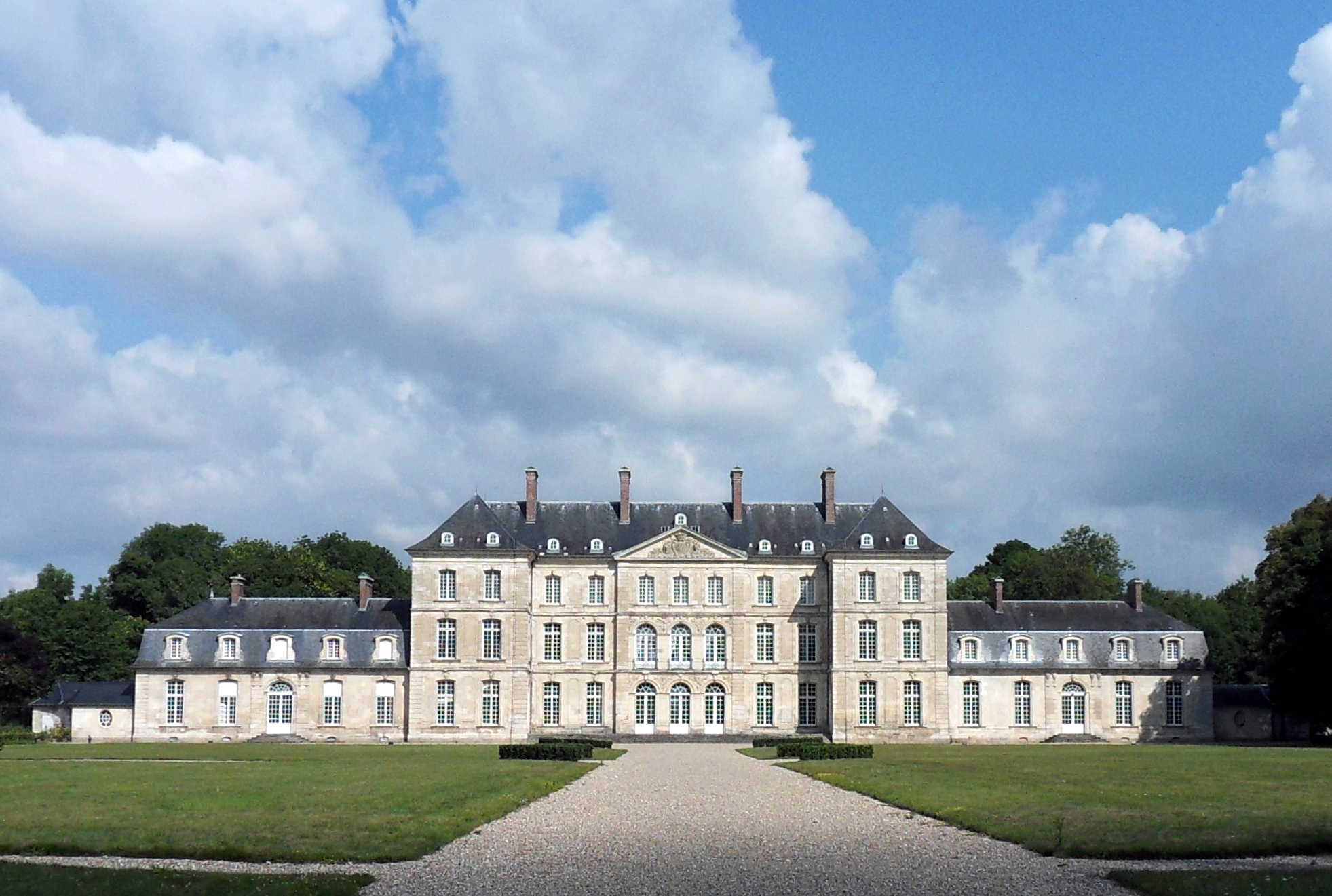
Das Schloss
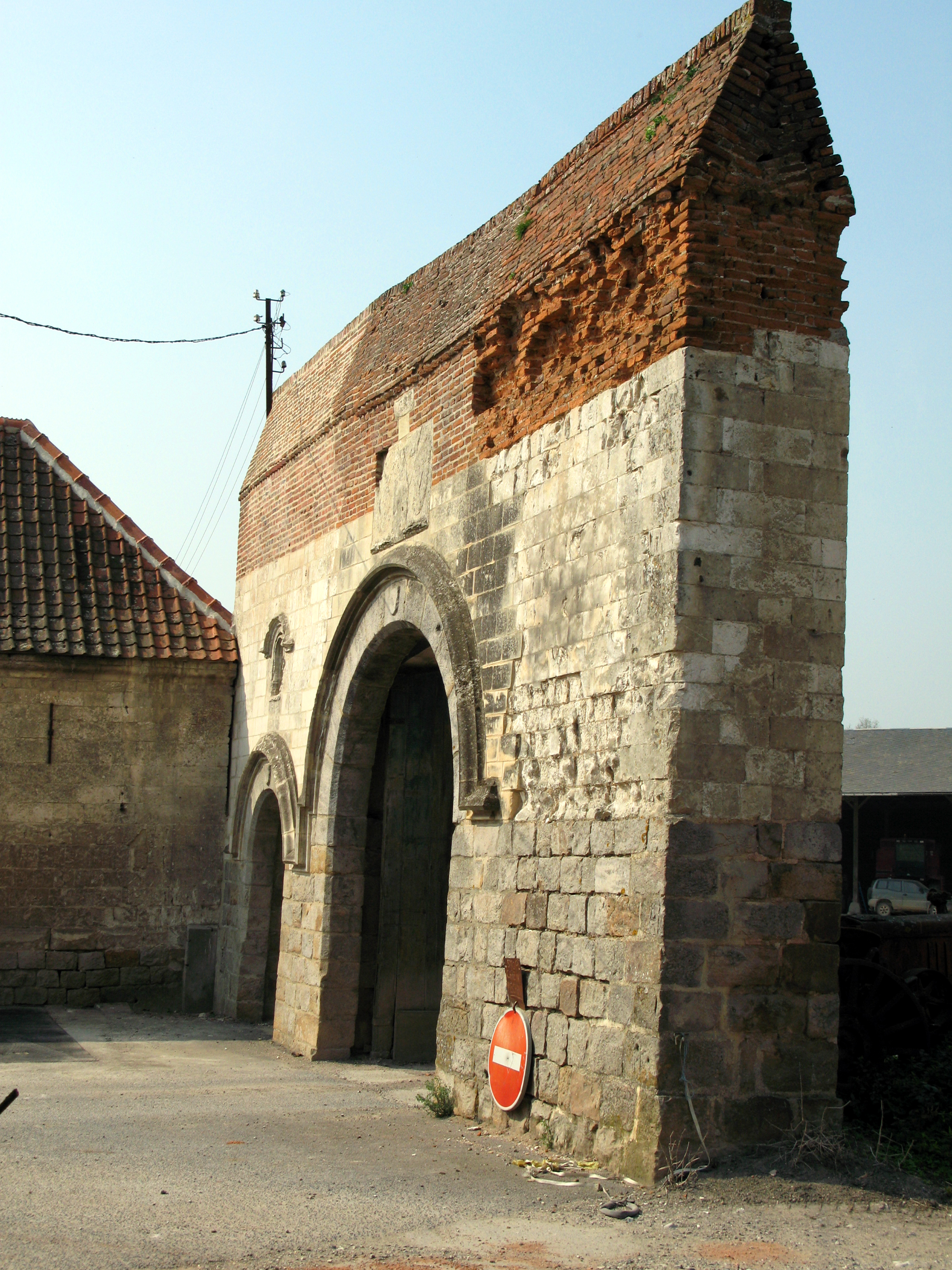
Tor zum früheren mittelalterlichen Schloss, heute zum Gutshof des Schlosses
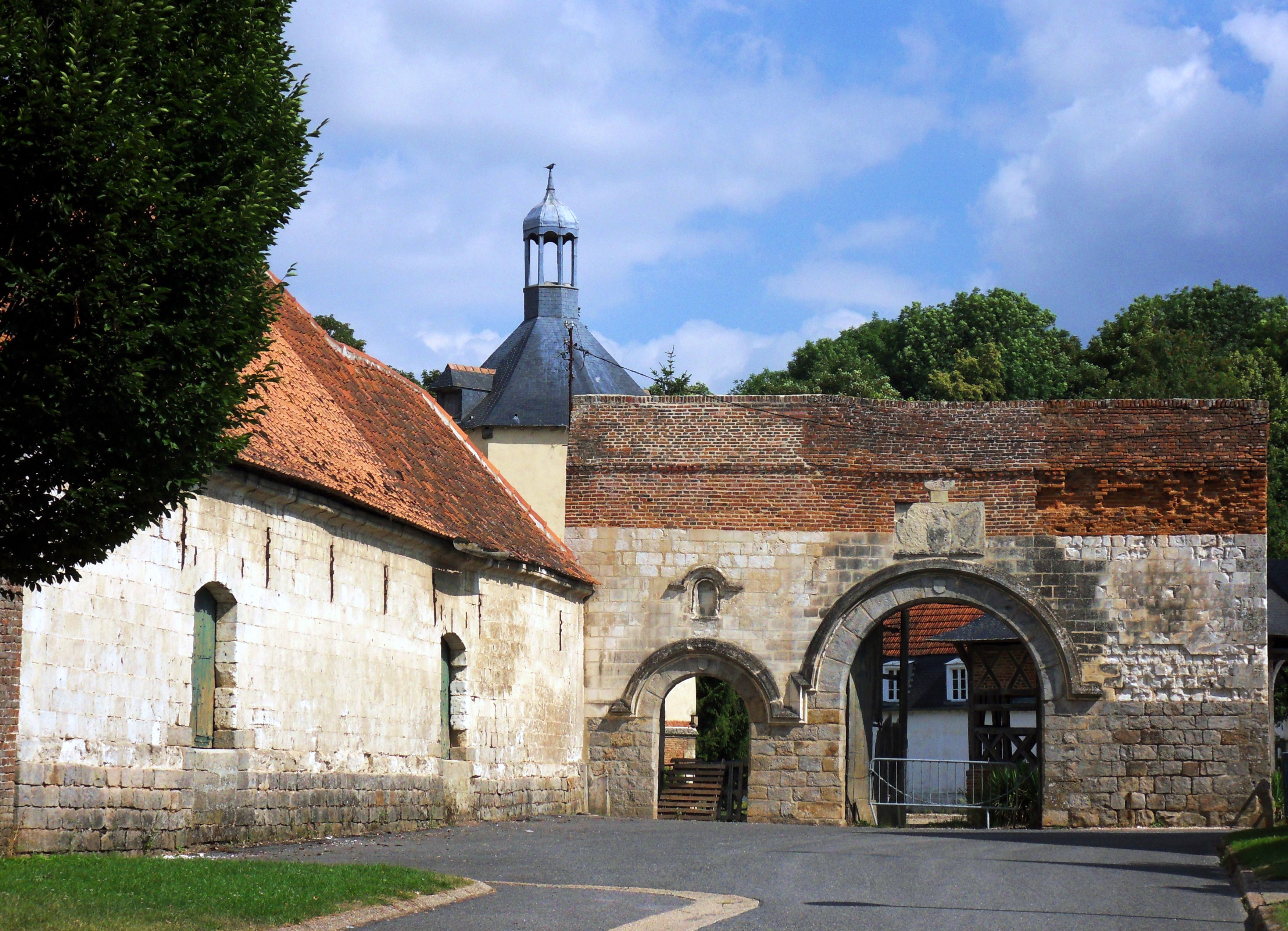
Eingang zum Gutshof
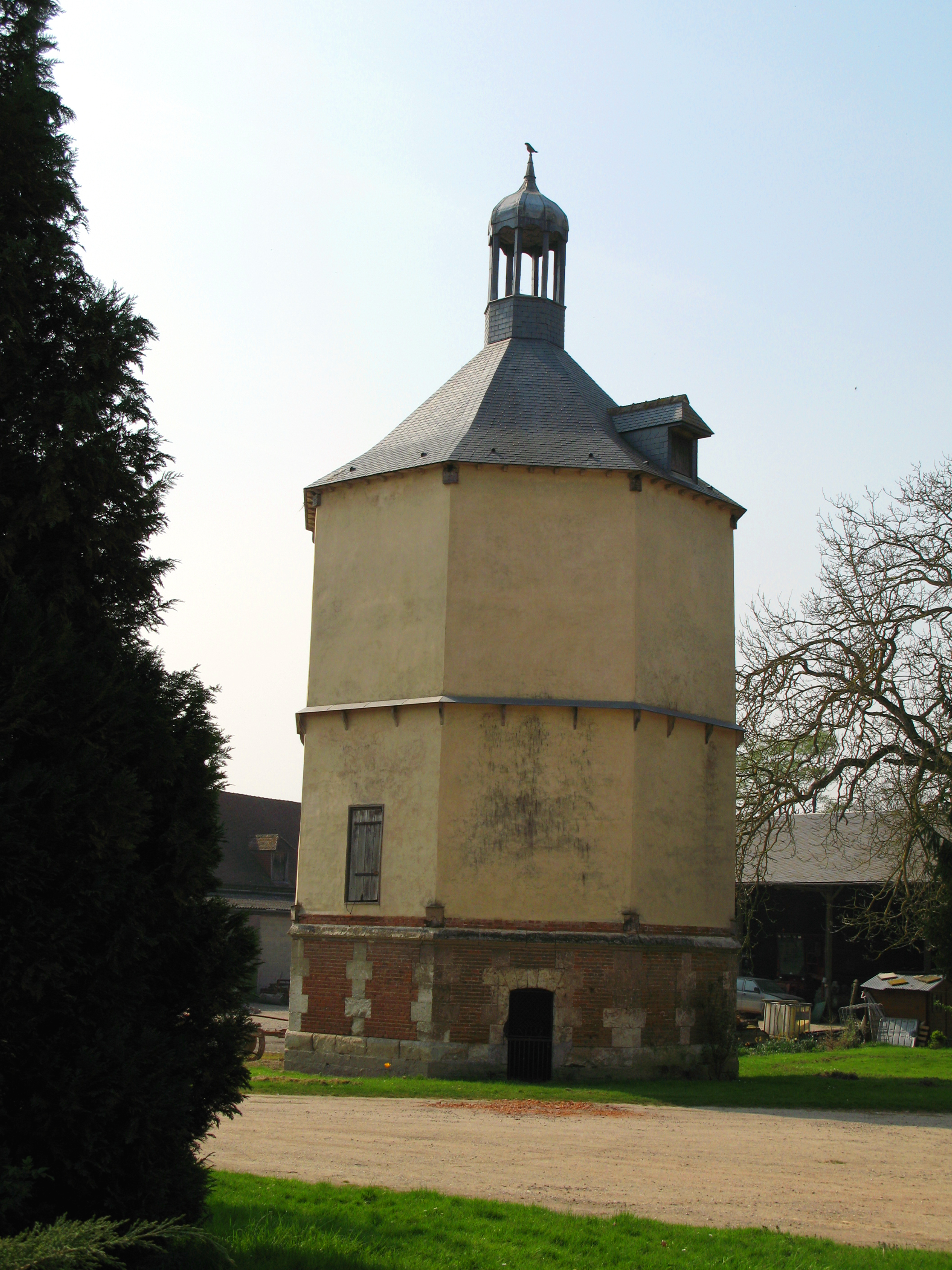
Taubenschlag auf dem Gutshof